# 補特伽羅 (耆那教)
在耆那教中，補特伽羅意為物質、材料，是非命的一種。它本身有一定的形態，是構築世界萬物的基料。由於補特伽羅也是組成人體的基本材料，故亦隱含有「人」的意思。耆那教認為補特伽羅也是一種實體。